# Henry Wolf
Henry Wolf (Viena, Austria, 23 de mayo de 1925 - Nueva York, Estados Unidos, 14 de febrero de 2005) fue un gran fotógrafo, diseñador gráfico y director de arte de tres grandes revistas: Esquire, Harper's Bazaar y Show en las décadas de 1950 y 1960.
Considerado una figura clave dentro del diseño gráfico del siglo XX, fue un referente del diseño de revistas y de empresas editoriales de Estados Unidos. Fue reconocido por su trabajo elegante y sofisticado, de claras formas y contenidos literarios, e integrando valores del pasado con la búsqueda de lo nuevo. Además, desarrolló una carrera exitosa como fotógrafo al crear imágenes que han perdurado a través del tiempo hasta nuestros días.
Su obra se caracteriza por su simplicidad y el uso de tipografía expresiva, fotografías surrealistas e ilustraciones conceptuales. En vez de ocuparse exclusivamente del diseño y la maquetación existente, colaboró con editores para definir la personalidad de la publicación. Henry Wolf seleccionó tipografías, comisionó a fotógrafos e ilustradores, reconocidos, o no y decidió qué representar en las portadas.

## Biografía

### Sus primeros años
Henry Wolf nació en Viena en 1925, donde vivía gran parte de su familia, en una casa construida en la década de 1860. Hasta que Henry tuvo 13 años su infancia fue normal y segura. Pero todo esto cambió en 1938, cuando la Alemania nazi se anexionó a Austria. Su familia era judía, por lo que tuvo que emigrar. Pasaron tres años de odisea por Francia, donde él pudo asistir a algunas clases de arte, y luego tuvieron que marchar al Norte de África. Esto hizo que Henry tuviera que cambiar a menudo de escuela. Después de ser arrestados por los alemanes y vivir en dos campos de internamiento en Marruecos, consiguieron evadir a los nazis gracias a la intervención de un tío suyo en Nueva York. 
A finales de 1941 llegaron a la ciudad de Nueva York, donde Wolf asistió a clases en la School of Industrial Arts de la calle 40 Oeste. También trabajó en pequeños estudios de diseño y talleres de tipografía e impresión. En 1943, cumplidos los 18 años, se alistó en el Ejército norteamericano durante la II Guerra Mundial. Destinado a Asia, participó en el desembarco en Filipinas y llegó a Japón después del bombardeo de Hiroshima. Sirvió en una unidad de inteligencia en el Pacífico hasta 1946, año en que entró a trabajar en una pequeña agencia de publicidad. 

### Su vida profesional
- Trabajos para revistas

La entrada de Henry Wolf en el mundo del diseño editorial fue muy precoz. En 1951 empezó trabajando para el Departamento de Estado, diseñando publicaciones y pósteres gubernamentales para su distribución en el extranjero. Su carrera profesional propiamente dicha comenzó en 1952 cuando entró como diseñador en la revista Esquire. A pesar de pequeñas disputas con Arnold Gingrich, editor de Esquire, por el contenido editorial, consiguió darle un estilo renovado, sofisticado e innovador a la revista en un ambiente creativo con fotógrafos e ilustradores. Desarrolló una narrativa con un diseño conceptual que se utilizaba el collage, la ilustración y los titulares. Wolf tuvo como maestro en el diseño y la fotografía al ruso Alexey Brodovich, otra leyenda de las revistas y uno de los pioneros en introducir el modernismo europeo en Estados Unidos. Con este destacado mentor, ya en 1953, a los 26 años es nombrado director de arte y se convierte en uno de los más jóvenes directores de arte de grandes revistas nacionales. Rediseñó el formato de Esquire con gran énfasis en el uso del espacio en blanco y grandes y sofisticadas fotografías. Desarrolló diversos elementos de su sensibilidad pictórica, en la que influyeron también las clases recibidas por el cubista norteamericano Stuart Davis, llevando a las portadas una lúdica mezcla de surrealismo, irreverencia y elegancia. 
Seis años después, cuando su maestro Brodovich se retiró en 1958, Wolf lo sustituyó como director artístico de la revista Harper's Bazaar, la célebre publicación de moda. Trabajó junto con los fotógrafos Richard Avedon, Man Ray, Art Kane y Saul Leitner. Dio a conocer a fotógrafos de moda como el jovencísimo, Melvin Sokolsky, que solo tenía 21 años entonces. Creó el diseño y ayudó a desarrollar el concepto de una nueva revista de artes como icono de estilo del diseño editorial. Su objetivo era hacer hermosas visualmente las revistas que diseñaba, experimentando con la tipografía y utilizando imágenes simples pero exquisitas, incluso sofisticadas, en las numerosas portadas, que hoy son verdaderas obras de arte. La visión de Wolf de la portada de la revista fue una imagen simple que comunicaba la idea visual. En sus portadas es posible reconocer citas a Magritte y Dali, entre otros. La sofisticación y creatividad de la fotografía de Harper's Bazaar durante su dirección fueron extraordinarias y significó un cambio definitivo con respecto al modo en que las publicaciones presentaban un objeto, ropa, o una modelo. 
En 1961 Wolf dejó Harper's Bazaar para diseñar la nueva revista de espectáculos Show para A&P Heir Huntington Hartford. Fue una publicación de corta duración, que exploró durante tres años un nuevo territorio de diseño innovador, como resultado de la creativa dirección artística de Wolf. Henry Wolf decidió dejar la profesión de director de revistas editoriales porque la impresión se desvalorizó frente a la televisión y los editores se centraron más en ganar dinero con la publicidad que en la comunicación visual. Él mismo llegó a afirmar que dejó Harper’s Bazaar cuando no pudo conseguir, como director de arte, treinta páginas consecutivas de la revista para diseñar libremente. 
- Trabajos para agencias publicitarias

Después de diez años de trabajos para revistas, su atención se desvió hacia la publicidad y la fotografía. Ante todo Wolf fue un fotógrafo: su faceta de diseñador vino impulsada por la fotografía. La fotografía fue la fuente del arte de Wolf, quien no dejó de utilizar las cámaras en sus actividades. La fotografía de Wolf fue realizada para la comunicación visual de la sociedad como elemento productivo de diseño periódistico y de obras de arte fotográficas. Wolf convirtió la palabra en imagen, la idea en reproducción, el concepto en obra fotográfica.
A finales de 1961, se unió a Jack Tinker and Partners, asociada de las compañías Interpublic Group y McCann Erickson. Esta fue una empresa que se creó para desarrollar marketing con innovación y creativas campañas publicitarias experimentales. El equipo compuesto por algunos de los grandes talentos del mundo de la publicidad de la década de 1960: Bob Wilvers, Mary Wells, Dick Rico y Stu Greene. Su trabajo incluye algunas campañas memorables. Fue director de arte de la agencia de publicidad McCann Erickson en 1965, donde experimentó con nuevos enfoques publicitarios. Dirigió importantes campañas publicitarias y proyectos para Alka Seltzer, Buick, Geigy, Gilette, Coca Cola y Philip Morris. Abandonó la compañía cuando Wells, Greene, y Rich dejaron de colaborar. 
Después se unió a la agencia pionera de publicidad de Jane Trahey y crearon conjuntamente Trahey/Wolf en 1966. Wolf era el vicepresidente ejecutivo y director creativo, a cargo de la dirección de arte y la fotografía. En los cinco años siguientes trabajó en numerosas campañas publicitarias de renombre para Saks Fith Avenue, I. Margin, Xerox, IBM, Revlon, Backgama Mink, Charles of the Ritz, Elizabeth Arden, Union Carbide y otras grandes empresas. 
Esta independencia y el ritmo más moderado de sus trabajos le permitieron desarrollar su faceta de profesor en los años noventa, aunque había dado clases de forma intermitente desde mediados de la década de 1950 en varias universidades. Destacaronn sus clases de diseño gráfico sobre revistas y fotografía en la Parsons School of Design de Nueva York, en School of Visual Arts de Nueva York y también en The Cooper Unión de Nueva York. Sus instrucciones, principios y pensamientos sobre el diseño culminaron con la publicación del libro Pensamiento Visual: métodos para la toma de imágenes memorables, en 1988.
Se casó primero con Renate Elias y después con Macha Meril, divorciándose de las dos. A lo largo de su vida, Wolf amó a las mujeres, los coches, la pintura y la fotografía y no le atrajeron nada los ordenadores y los móviles. Henry Wolf murió el 14 de febrero de 2005 en su apartamento de Manhattan, en Nueva York, a los 79 años.

## Distinciones importantes
- Durante su larga y distinguida carrera Henry Wolf recibió más de 30 premios, pero lo que distinguió su trabajo en todas estas áreas fue su lucidez, inteligencia y claridad.
- Recibió la medalla por el American Institute of Graphic Arts (AIGA: Instituto Americano de Diseño Gráfico) el 12 de octubre de 1976.
- Fue miembro y director del Art Directors Club of New York.
- Fue incluido en Hall of Fame de la Royal Society of Arts en 1980.
- Obtuvo el premio Herb Lubalin de la Sociedad de Diseñadores de publicación en 1989.
- Fue homenajeado como diseñador gráfico por la Royal Designer for Industry de Londres en 1990.
- Fue nombrado doctor honoris causa en Bellas Artes por la Parson School of Design de Nueva York en 1996 y por Corcoran College of Art and Design en Washington.
- Fue miembro de Alliance Graphique Internationale.

## Conferencias destacadas
Henry Wolf fue ante todo un gran comunicador. 
En los años 60, Henry dio una conferencia titulada Art, Love, Time and Money. Los términos arte, amor, tiempo y dinero fueron los cuatro elementos obsesivos que aparecieron en su trabajo.
En 1965, dio otra conferencia What’s Wrong With Magazines, publicada en la revista Print. Wolf afirmó que una revista no debía solo reflejar una tendencia sino que tenía que ayudar a que se inicie una. 
En 1996 con motivo de una exposición con parte de su obra, 79 fotografías y 32 pinturas, en el Museo de Bellas Artes de Buenos Aires, Argentina, Henry Wolf fue entrevistado por Jacqueline Parisier. Esta entrevista fue publicada en el libro de dicha exposición.

## Muestras de su trabajo
Para Wolf el estilo y el contenido son los dos factores de los cuales depende la fotografía. Realizó combinaciones inesperadas, propias de los poetas y artistas del surrealismo, pero también combinó un tema con otro de manera no ortodoxa, como hacía el dadaísmo. De sus magníficas fotografías destacan algunas tituladas: Barbados, Camino equivocado 2. Telescopio, Almuerzo de negocios, Fruta en movimiento, Diamante de 20 kilates, Kaoru, El joyero, Audrey Hepburn, Brooke Shields, Día de lluvia, conexiones, comiendo kosher, Huevo, ojo asiático, Xerox rayos x, Meryl Streep, Aurore Clement, Woody Allen, etc. 
Hasta la retrosprectiva de septiembre de 2003 en Sotherby, dos años antes de su muerte, no se dieron a conocer destacados cuadros suyos. Se desconocía su faceta como pintor. Sus pinturas, mucho menos conocidas, reflejan su interés por el surrealismo y están influenciadas por el trabajo de Chirico, Balthus, Magritte, pero tienen un lado oscuro que no aparece en su trabajo de arte comercial. Estos cuadros fueron fruto de 30 años de trabajo con pasión y creatividad. Se trató de una fascinante exposición de cuadros que reflejaban la composición impecable de sus fotografías de moda y la elegancia que le caracterizaba, junto con un intenso estado de ánimo, intrigantes narraciones y el clasicismo que evocan las pinturas al óleo. Sus pinturas más significativas se titularon: Castillo sueco, Crepúsculo romano, La novia, La carta, Frontera, Color, Vieja y nueva Inglaterra, Azotea en Algeria, El Vaticano, Paisaje marroquí, Puertas, Museo, Árboles, El rol de la TV en las elecciones.
Henry Wolf Collection del Milton Glaser Design Study and Archives, Visual Arts Foundation de Nueva York contiene más de 900 imágenes que provienen de una donación de su hermana, Joan Slawson, para dicha institución. Se trata de un gran archivo de consulta. Entre sus numerosos documentos se encuentran fotografías, diapositivas, revistas, cubiertas, pósteres, anuncios publicitarios, diseños de revistas, correspondencia, diplomas, premios, recortes de noticias, etc.
Henry Wolf Photography Workshop es un taller de fotografía que se celebra anualmente en honor al célebre fotógrafo. Sirve para impartir un curso introductorio de fotografía y dar oportunidad a estudiantes de escuelas públicas de aprender de los mejores fotógrafos. 